# Милена Китић
Милена Китић је српско–амерички оперски мецосопран.

## Биографија
Рођена је 1968. године у Београду, где је завршила Музичку школу „Мокрањац”. Њен први професор је била Анђелка Обрадовић. У детињству се такмичарски бавила гимнастиком. Професионалну каријеру је започела у Народном позоришту у Београду где је наступала осам година, дебитујући 1989. као Олга у Евгенију Оњегину Петра Чајковског. Наступала је 1997—1999. у позоришту у Есену, а касније је гостовала широм Европе. Године 1998. је дебитовала у Америци. Године 2002. је дебитовала са Вашингтонском националном опером и опером Лос Анђелеса. Следеће године је наступала са опером Пацифика заједно са тенором Пласидом Домингом. У октобру 2005. је дебитовала у Метрополитен опери у Њујорку, глумећи у опери Кармен и као Амнерис у опери Аида. Предаје на Универзитету Јужне Калифорније и Универзитету Калифорније у Ервајну. Била је удата за америчког бизнисмена српског порекла, оснивача и дугогодишњег директора фармацеутске куће ИЦН Милана Панића.